# 高井観海
高井 観海（たかい かんかい、1884年7月1日 - 1953年1月9日）は日本の仏教学者、僧侶である。哲学館（現・東洋大学）で井上円了から仏教学を学んだ後に、智山専門学校校長。大正大学教授。真言宗智山派管長。智積院55世能化。真言宗上品蓮台寺住職となる。仏教学の専門は密教学。

## 略歴
- 1884年、和歌山県那賀郡根来村（現・岩出市）生まれ。
- 1896年、単身高野山に登る。
- 1900年、智積院中学林に入学。
- 1909年、滋賀県宝幢院住職。
- 1912年、智山勧学院教授。
- 1929年、智山勧学院の移東により、智山専門学校校長。
- 1942年、智山派集議席。
- 1944年、智山専門学校、大正大学との合併により同大教授。自坊に引退、著述業に専念。
- 1946年、真言宗智山派管長、智積院第55世化主に能化。
- 1948年、智積院火災で復興に尽力したが、病で上品蓮台寺に引退。
- 1953年、遷化。

## 著書
- 『小乗仏教概論』藤井文政堂、1928年。全国書誌番号:47005069。
- 『即身成仏義講義』
- 『不動尊と護摩秘法』不動全集刊行会〈不動全集 ; 第3巻〉、1941年。全国書誌番号:46043729。